# 小田急50000形電車
小田急50000形電車（おだきゅう50000がたでんしゃ）は、2005年（平成17年）から2023年（令和5年）まで小田急電鉄が運用していた特急用車両（ロマンスカー）である。2023年時点で、日本の鉄道において最後に新造された特急用連接車となっている。
小田急では、編成表記の際「新宿寄り先頭車両の車両番号（新宿方の車号）×両数」という表記を使用しているため、本項もそれに倣い、特定の編成を表記する際には「50001×10」もしくは「50002×10」と表記する。また、初代3000形は「SE車」、3100形は「NSE車」、7000形は「LSE車」、10000形は「HiSE車」、20000形は「RSE車」、30000形は「EXE車」、本形式50000形は「VSE車」、70000形は「GSE車」、箱根登山線箱根湯本駅へ乗り入れる特急列車については「箱根特急」、小田原方面に向かって右側を「山側」・左側を「海側」と表記する。

## 概要
小田急のフラッグシップモデルとして位置づけられ、箱根方面への特急ロマンスカーに使用されていたHiSE車の置き換えとともに、箱根の魅力向上と活性化、さらには小田急ロマンスカーブランドの復権を目的として登場した。デザインや設計を全面的に見直し、最新技術などを取り入れるとともに、過去に小田急で試験を行なっていながら採用されていなかった技術も採用され、旅客設備についても最高のものを目指した。
客室内の様式から "Vault Super Express"（略して「VSE」）という愛称が設定された。
2005年に照明普及賞優秀施設賞（照明学会）、グッドデザイン賞（日本産業デザイン振興会）、2006年に第49回ブルーリボン賞（鉄道友の会）、アジアデザイン大賞（香港デザインセンター）、2007年にiFデザイン賞（ドイツ・ハノーファー工業デザイン協会）を受賞している。

## 開発の経緯

### 箱根特急の利用者数減少
元来、小田急ロマンスカーは箱根への観光客輸送を目的として設定されており、1966年6月1日から設定された途中駅に停車する特急も、元来は沿線在住の箱根観光客を対象としていた。しかし、1990年代に入るとバブル崩壊後の景気低迷や旅行形態の変化、レジャーの多様化などもあって箱根特急の利用者数は年間5 %程度の減少傾向が続き、その一方で観光客以外の日常利用が増加するなど、小田急ロマンスカーの乗客層には変化が生じていた。これに対応して、NSE車を代替する特急車両として、箱根特急の利用者減少を日常的な目的での特急利用者を増加させることで補う意図から1996年にEXE車を導入していたが、EXE車ではそれまでの小田急ロマンスカーの特徴だった前面展望席も連接構造も導入しなかった。
ところが、特急の年間利用者数は1987年時点では1100万人だったものが2003年には1400万人に増加した一方で、箱根特急の利用者数は大幅に減少した。箱根を訪れる観光客も1991年の年間2250万人をピークとして減少傾向ではあったが、2003年時点では年間1970万人とピーク時と比較すると約15 %程度の減少率なのに対し、箱根特急の利用者数は1987年時点では年間550万人だったものが2003年時点では年間300万人と、約45 %も減少していた。つまり、箱根を訪れる観光客の減少以上に、箱根特急の利用者数は減少していた。
2001年に入り、小田急ではロマンスカーに期待されている事柄を調べるため、市場調査を行なった。その結果、「ロマンスカーの利用を検討したい」と回答した人の多くは、その理由として展望席を挙げていた。つまり、EXE車には「小田急ロマンスカーのイメージ」とされた展望席が存在しなかったため、自家用車を中心とした別の交通手段に転移していたと考えられた。現実に、家族旅行で箱根特急を利用する際に、EXE車を見た子供から「こんなのはロマンスカーじゃない」と言われてしまうことがたびたび発生した。その一方、2001年に東日本旅客鉄道（JR東日本）が湘南新宿ラインの運行を開始し、2004年からは増発され、新宿から小田原までの所要時間も小田急ロマンスカーとあまり変わらなくなった。箱根への交通手段は、「必ずしもロマンスカーでなくてもよい」という状況になっていた。

### HiSE車の置き換え
こうした状況から、小田急では「ロマンスカーのイメージ」が展望席のある車両であると再認識し、2002年にはロマンスカーの看板車両として広告ポスターなどに登場する車両を、展望席のあるHiSE車に変更していた。
ところが、2000年に制定された高齢者、身体障害者等の公共交通機関を利用した移動の円滑化の促進に関する法律（交通バリアフリー法）では、大規模な更新の際にはバリアフリー化が義務付けられていたが、更新を検討する時期となっていたHiSE車では、高床構造であることからバリアフリー対応が困難とみられた。既に2001年には新しい特急車両の検討が開始されていたが、HiSE車は更新改造を行なうことなく、新型特急車両によって置き換える方向性が2002年に決定した。
新型特急車両の製造にあたり、今までの小田急ロマンスカーのイメージから全く離れた車両を作るか、小田急ロマンスカーの原点に立ち返って「ロマンスカーの中のロマンスカー」とするかという選択肢があったが、最終的には後者の方向性で進められることになった。設計に際しては「どこにもない車両」を目指して、各社の特急車両を視察などもした。さらに、SE車とNSE車の製造時の資料や技術を参考にした結果、他社の車両と比較した小田急の財産や武器として挙げられた技術は、EXE車では採用されていなかった連接構造であった。新型特急車両では、乗り心地の向上のためには不可欠なものとして連接構造が採用されることになった。

### 外部デザイナーの起用
HiSE車が登場した後の1991年、小田急では、東海旅客鉄道（JR東海）御殿場線直通特急用としてRSE車を登場させていたが、乗り入れ先のJR東海では371系電車を直通用として製造していた。この371系はプロのデザイナーによる車体デザインで、小田急の関係者は衝撃を持って受け止めたという。
EXE車でも設計の際には外部のグラフィックデザイナーを起用していたが、RSE車の教訓から、新型特急車両ではデザインや設計を全面的に見直し、社外のデザイナーを起用することになった。日本国外のデザイナーも考えたが、「電車で1時間ちょっとでいける場所への1泊2日旅行を理解できるのは日本人しかいない」という理由により、日本人デザイナーに依頼することになった。さらに、「これまでにない車両を作る」という観点から、鉄道車両を手がけたことのないデザイナーが望ましいと考えられた。
小田急では外部デザイナーへの依頼にあたって、「前面展望席を設置すること」「連接式を採用すること」「ときめきを与える車両」の3点を条件とした。これに対し、「総合的なデザインをしたい」「沿線風景の中でどのような存在となるかを考え、技術面を含めてすべてデザインしたい」と回答したのが、岡部憲明であった。
小田急では、「車内の居住性については他のデザイナーより理解が深く、沿線の景観もデザインすることができる」と考え、新型特急車両のデザインを岡部に依頼することにした。岡部にとっては鉄道車両のデザインは初めてであるが、岡部は建造物以外にもフィアットのコンセプトカーのデザインや、大型客船の設計など、交通機関のデザインの経験もあったため、これも小田急が岡部を起用する理由の後押しになったという。岡部が新型特急車両に対して最初にイメージしたのは「全長が約150 mのオブジェ」であったという。
新型特急車両の製造は日本車輌製造が行なうことになったが、小田急では日本車輌に対して「岡部の提案は可能な限り実現して欲しい」と依頼し、岡部はロマンスカーに何度も乗車した上で、小田急と日本車輌に対して様々な提案や要求を行なった。例えば、それまでのNSE車・LSE車・HiSE車では11両連接車であったが、岡部は「左右対称にした方が安定感が増す」という理由によって車両数を偶数にすることを提案した。10両連接車の構想自体は既にNSE車開発時にもあり、軸重制限の関係から11両連接車になったという経緯があったが、後述するように車体の軽量化を図ることで実現することになった。

### 過去に試験をしていた技術の採用
また、小田急では1960年代から1970年代にかけて、3回にわたって車体傾斜制御の試験を行なっていた。1961年にデユニ1000形の旧車体を活用して行なった「空気ばね式自然振り子車」は高位置空気ばね支持方式の連接台車を装備しており、日本で初めての車体傾斜制御試験であったが、振り遅れの問題があった。1962年にはデニ1101を使用して「油圧式強制振り子車」の試験が行なわれたが、フェイルセーフの問題があった。1970年にはクハ1658を使用して「空気ばね式強制振り子車」の試験が行なわれ、車体傾斜による乗り心地向上効果は確認できたものの、当時の技術水準では曲線への進入を正確に検知することが困難であった。このほか、1967年には廃車となった車両を利用して、操舵台車の試験も行なわれていた。
当時は通勤輸送力の増強に注力しなければならなかったこともあり、実用化は見送られていた。しかし、技術的な問題については、その後の電子技術の発展等に伴い解決されていた。このため、新型特急車両では、乗り心地と快適性の向上を狙って最新の技術を積極的に導入することとなり、1960年代に試験を行なっていた車体傾斜制御と操舵台車も採用することになった。採用に向けた事前確認のため、2003年にはLSE車（7002×11）を使用し、車体傾斜制御と高位置空気ばね台車、操舵台車・集電装置（パンタグラフ）の変位について、半年にわたって検証が行なわれた。
こうして、2編成で35.5億円を投じた、小田急の新たなフラッグシップモデルとして登場したのがVSE車である。

## 車両概説
VSE車は10両連接の固定編成で、先頭車が制御電動車、中間車は電動車である。編成及び形式・車両番号については、巻末の編成表を参照のこと。検査時には5号車と6号車の間で分割を行なう。

### 車体
先頭車は車体長17,800 mm・全長は18,200 mm、中間車は車体長13,400 mm・全長13,800 mmで、車体幅は2,800 mmである。
NSE車・LSE車・HiSE車は11両連接車であったが、左右対称のデザインとするために岡部は偶数両数にすることを要望した。これを実現するためには、軸重の制約条件をクリアしつつ車体長を延長する必要があったため、車体は全てアルミニウム合金製で、展望室部分はシングルスキン構造とし、それ以外の部分は台枠も含めてすべてダブルスキン構造とした。3号車と8号車では屋根上に集電装置（パンタグラフ）や列車無線アンテナを装備しているが、それ以外の機器は全て床下に設けたため、3号車と8号車以外では天井裏には空調装置のダクトと車内放送のスピーカーしかない。
岡部は側面窓について、当初8,000 mmスパンの窓幅を要求した。これは技術的に不可能であったが、シミュレーションを行なった結果、窓枠の幅は4,000 mmまで拡大することができた。それまでの小田急では前例のなかった広幅の窓とすることによって、連節車の構造上車端部に荷重がかかることになり、設計が難しい部分であったが、窓枠と扉部分については厚さ40 mmのアルミニウム合金製厚板から削りだすことによって、必要な車体剛性を確保した。こうした工夫によって、岡部の要望に応えて10両連接車とすることが可能になった。なお、窓の高さは700 mmとしたが、3号車・8号車については窓高さを他の車両よりも高くして、立ち客の視界を妨げないようにしているほか、岡部の発案によって天窓が設けられている。
| 先頭部分の比較本形式（左）の先頭は、それまでの車両（右・HiSE車）と比較して曲線的なデザインとなっている。  |  | 先頭部分の比較本形式（左）の先頭は、それまでの車両（右・HiSE車）と比較して曲線的なデザインとなっている。 |
| 先頭部分の比較 本形式（左）の先頭は、それまでの車両（右・HiSE車）と比較して曲線的なデザインとなっている。 |  | |

先頭部の形状は運転室を2階に上げて最前部まで客室とした前面展望構造で、3次元曲線で構成された流線形である。先頭部には格納式連結器を装備し、その前部に標識灯装置を設置した。前照灯はディスチャージヘッドランプ (HID) を採用した。前面のデザインは、キャラクター性を持たせないよう考慮し、柔らかい特徴のある形状とした。
床下を覆うカバーとして、先頭部はボルト固定式・それ以外の箇所は掛け金錠式の台枠下部覆い（スカート）を設置したが、これは小田急側の「騒音低減のため床下カバーの設置」という要望を岡部が受けたものである。
側面客用扉は各車両とも1箇所で、空気駆動式の片引き式プラグドアが採用された。有効開口幅は先頭車である1号車・10号車は660 mm、3号車・8号車については車椅子利用にも対応した900 mm、それ以外の車両については750 mmとした。通常は1号車・10号車の扉は旅客の乗降には使用しない。各扉にはドアチャイムを設置するとともに、視覚障害者向けに誘導用チャイムも設置した。1号車・10号車の連結面側車端部には610 mm幅の乗務員扉を配置した。車両間の貫通路は700 mm幅である。
塗装デザインはシルキーホワイト■を基調にバーミリオン■帯とグレー■の細帯を入れた配色で、小田急では「バーミリオン・ストリーム」と称している。小田急沿線の風景に調和する外観となることを狙ったものだが、「オレンジバーミリオン・ホワイト・グレーの3色」という組み合わせは、結果的にSE車・NSE車・LSE車で使用されている3色と同系色となった。シルキーホワイトが基調であることから、「白いロマンスカー」と呼ばれるようになった。
また、側面には形式名と愛称のロゴが入れられているが、後に小田急の特急車両で登場当時から形式名と愛称のロゴが配されているのはVSE車が初めてである。

### 内装
室内は、住空間のように落ち着いた雰囲気で、リビングルームのような明るいくつろぎ感のある移動空間となることを図った。

#### 客室
| 車内 |  | 客室妻板の液晶ディスプレイ |
| 車内 |  | 客室妻板の液晶ディスプレイ |

天井高さは展望室および3号車と8号車を除いて2,550 mmを確保し、大きな円弧を描くボールト天井とした。これが車両の愛称である "Vault Super Express" の由来である。天井板は継ぎ目を極力少なくし、電球色の蛍光灯による間接照明とした。側壁は窓周りがプライウッド、窓下はブルーグレイのモケット張りとした。床には青系統のカーペットを敷きつめ、海側の座席（A席・B席）の下のみ波模様を入れたものとした。一般客室の荷物棚下部と側面窓上には、電球色のLED式直接照明装置を設置した。
3号車と8号車では機器配置の関係で天井高さは2,210 mmに抑えられており、天井の意匠は飾り天井とした上でダウンライトを設置し、さらに岡部の発案によって天窓を設けた。室内妻壁は木目調と白を使い分け、通路上には車内案内表示用に22インチ液晶ディスプレイ（ただし3号車と8号車は15インチ）を設置した。出入台部分は床を石張りとした上で木製の手すりを設置した。

#### 座席
| 座席 |  | 座席は5度外側を向いている |
| 座席 |  | 座席は5度外側を向いている |

座席は回転式リクライニングシートを採用、リクライニングをさせると座面後部が沈み込む「アンクルチルトリクライニング機構」が採用された。この座席は岡村製作所と天龍工業が共同で製作し、座席表地は住江織物が開発したものを採用した。シートピッチは、HiSE車では970 mmだったものを、1・10号車の展望席では1,150 mm、1・10号車の一般客室では1,010 mm、中間車では1,050 mmに拡大した。
展望室以外の座席については、岡部の提案により窓側に5度の角度をつけて固定される構造とした。これは通路側の座席に座った場合でも窓からの景色が楽しめるように配慮したものである。岡部は当初、10度の角度をつけることを考えていたが、かえって落ち着かなかったため5度に設定している。
座席の表地は明るいオレンジ色を基調とし、シートカバーもオレンジ色で "VSE" と刺繍が入ったものとした。2人がけの中間部には肘掛は設置されていない。座席背面はブルーグレーのモケットとし、ハードメイプルの格納式テーブルを設置した。8号車の一般客室には車椅子対応座席を設けた。

#### 展望席・サルーン
| 展望室 |  | サルーン |
| 展望室 |  | サルーン |

列車両端の展望席については、LSE車・HiSE車では定員が14名であったものを16名に増加させた。また、展望室の座席は団体利用時に対応し、前方3列を通路側に向けて固定することが可能である。展望席の座席は背もたれを少し低くして、後方からも前方風景を見ることが出来るように配慮した。

3号車の客室は4人ボックスシートに大きなテーブルを設けたセミコンパートメントとし、海側に2室・山側に1室配置した。営業上は「サルーン」と呼称する。

#### その他客室設備
| 売店 |  | (旧)喫煙コーナー |
| 売店 |  | (旧)喫煙コーナー |

3号車と8号車にはカフェカウンター・男女共用トイレ・男性用トイレ・女性用トイレ・化粧室・喫煙コーナーなどの車内サービス設備を集約して配置した。
VSE車では、かつて行なわれていた「走る喫茶室」と同様のシートサービスを行なうことになり、カフェカウンターは車内販売のシートサービス拠点となる。カウンター内には幅広い注文内容に対応できるように、コーヒーマシン、電子レンジ、ビールサーバー、エスプレッソマシンなどを装備したほか、カフェでの販売促進を意図してショーケースを設けた。また、座席での注文から提供までの迅速化のため、HiSE車以来のオーダーエントリーシステムを採用した。これはカフェカウンターに設置したオペレーションマシンと各車両を無線LANで接続し、各車両で販売員が注文内容をハンディターミナル端末に入力して送信すると、カフェカウンターに注文内容が送られるものである。
男女共用トイレは車椅子にも対応し、オストメイトやベビーベッドも備えた「ゆったりトイレ」としたほか、洗面所のカーテンはシースルーカーテンとした。VSE車では小田急ロマンスカーでは初めて客室内を全面禁煙とし、3号車と8号車のカフェカウンターの斜向かいに喫煙コーナーを設置した。
また、3号車と8号車の出入台にはタッチパネル式表示装置を設けて、箱根の観光案内や前面展望映像などが表示できるようにした。8号車の出入台には車椅子用の可動式ステップを設置した。

### 主要機器

#### 乗務員室

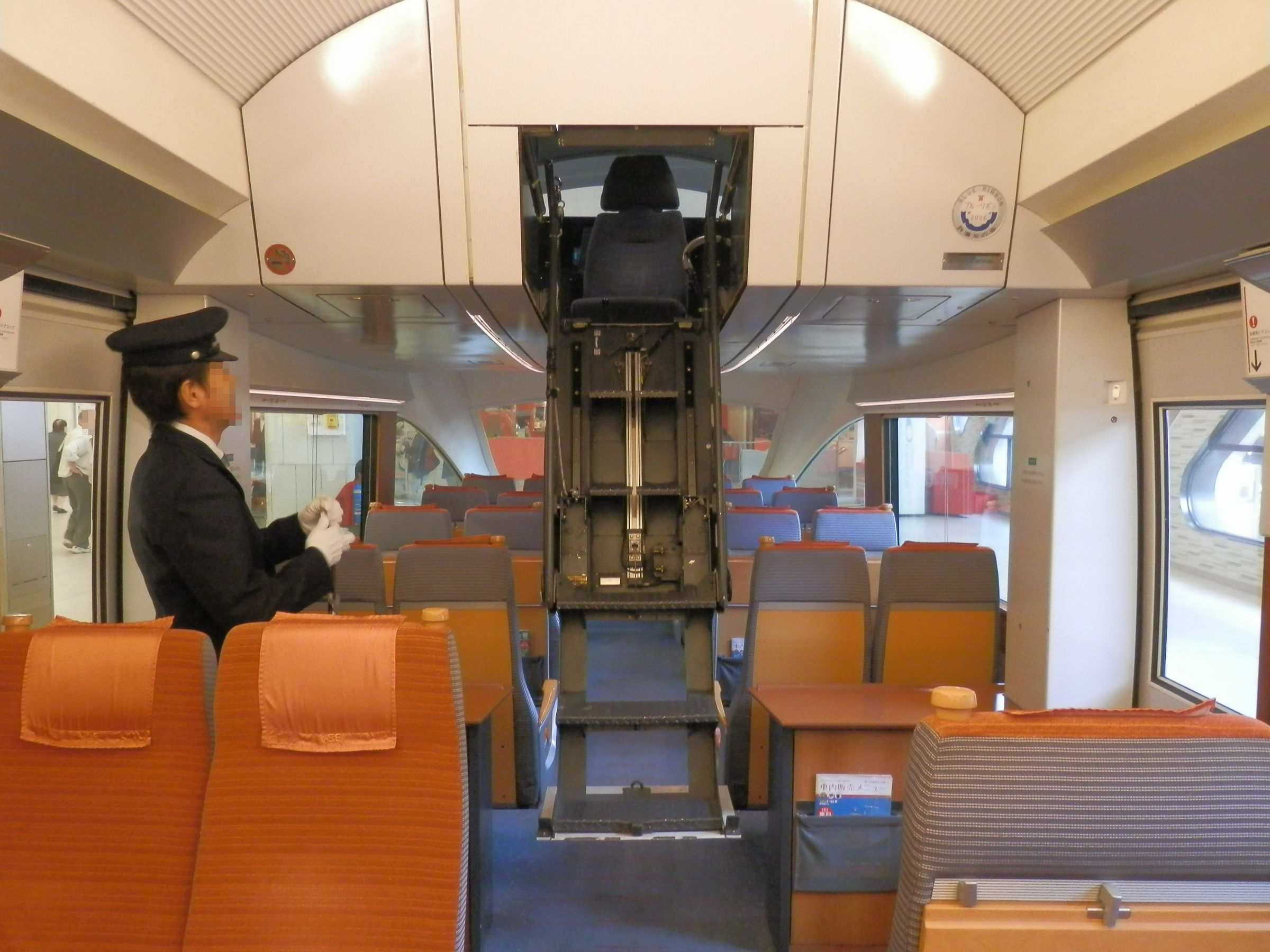
運転席への梯子。後ろ向きになっている運転席の座席が見える

運転士が乗務する乗務員室（運転室）は、NSE車・LSE車・HiSE車と同様に2階に上げた構造で、展望室の天井高さを確保するために運転席は中央に配置した。小田急では初めて、速度計などの計器類もモニタ画面に表示する「グラスコックピット方式」とした。
運転席正面にはTIOS（列車情報小田急型管理装置）画面とバックアップ用の2台の画面を配置し、運転情報画面は右側に、前方と後方を監視するカメラのモニタ画面を左側に設置した。力行・制動を操作するマスター・コントローラーのハンドルは左側に設置し、デッドマン装置と抑速スイッチはハンドル内に収めた。
運転室への出入りは格納式の梯子を使用し、梯子は自動的に展開・収納するものとした。運転席の座席は、運転士が乗り込む際には後ろ向きになっており、上っていって着座すると先ず回転して前方に向き、更に計器盤に向かって前進する。訓練運転などで添乗の必要がある場合は運転席の後にもう1人が乗り込むことになっている。また、運転室の窓が全て固定化されたことから、後部2箇所に非常用脱出口を設けた。乗務員の頭上空間を確保し、狭い運転室の中でも動きやすくするため、岡部は乗務員の制服もVSE車の運転室に合わせた専用の制服を用意することを提案、採用されている（後述）。
車掌が乗務する乗務員室（車掌室）は、1号車と10号車の連結面寄りに設置した。

#### 電装品
主電動機については、各電動機の出力分担を低く抑えた上で数を多くするという手法とし、主電動機の回転数を低く抑えて機械音の低減を図った。採用された主電動機は出力135 kWのかご形三相誘導電動機の三菱電機製MB-5110-A形で、回転時の冷却ファン騒音抑制を図る目的で冷却方式を全密閉自己通風式とした低騒音型主電動機で、小田急での全密閉式主電動機の採用は初めてである
。この主電動機は各電動台車に2台ずつ装架し、編成全体では16台搭載となった。歯数比は79 : 19 = 4.16に設定した。将来の130 km/h運転の際に最高速度で走れる時間を長くする目的で、高速域の加速余力を持たせているほか、箱根登山鉄道鉄道線内で使用するノッチパターンも実装している。
制御装置はセンサレスベクトル制御と新空転再粘着制御を適用した東芝製のIGBT素子2レベルVVVFインバータ制御装置であるSVF073-A0形を採用、2・4・7・9号車に搭載した。SE車からEXE車までの特急車両に引き続き東芝製の採用で、1台で4個の電動機の制御を行う方式（1C4M）である。乗り心地向上を図ってジャーク制御を行なうようにした。駆動装置はSE車からEXE車までの特急車両とは異なり、通勤車と同一のWNドライブが採用された。
ブレーキについては、応荷重装置・電空演算機能付遅れ込め方式の電気指令式とした。ブレーキ圧力はTIOSを通じて各車軸ごとに要求されるブレーキ力に応じた制御が行なわれる方式で、全ての車軸に滑走防止弁を装備した。

#### 台車
VSE車では、乗り心地の向上のために不可欠なものとして、SE車からHiSE車まで継続して採用されていた連接構造を復活させた。ただし、小田急側では「決して連接式をやめたわけではなく、従ってVSE車で復活したわけでもない」としている。
台車は、電動連接台車がND-735、付随連接台車がND-735T、付随先頭台車がND-736T。いずれも小田急においては初の採用となる日本車輌製造製の積層ゴム軸箱片支持式ボルスタレス台車である。車輪径は先頭台車のみ展望室の天井高さを確保するため762 mm、連接台車は860 mmである。編成両端および中間（5号車と6号車の間）のみ付随台車で、それ以外は電動台車である。

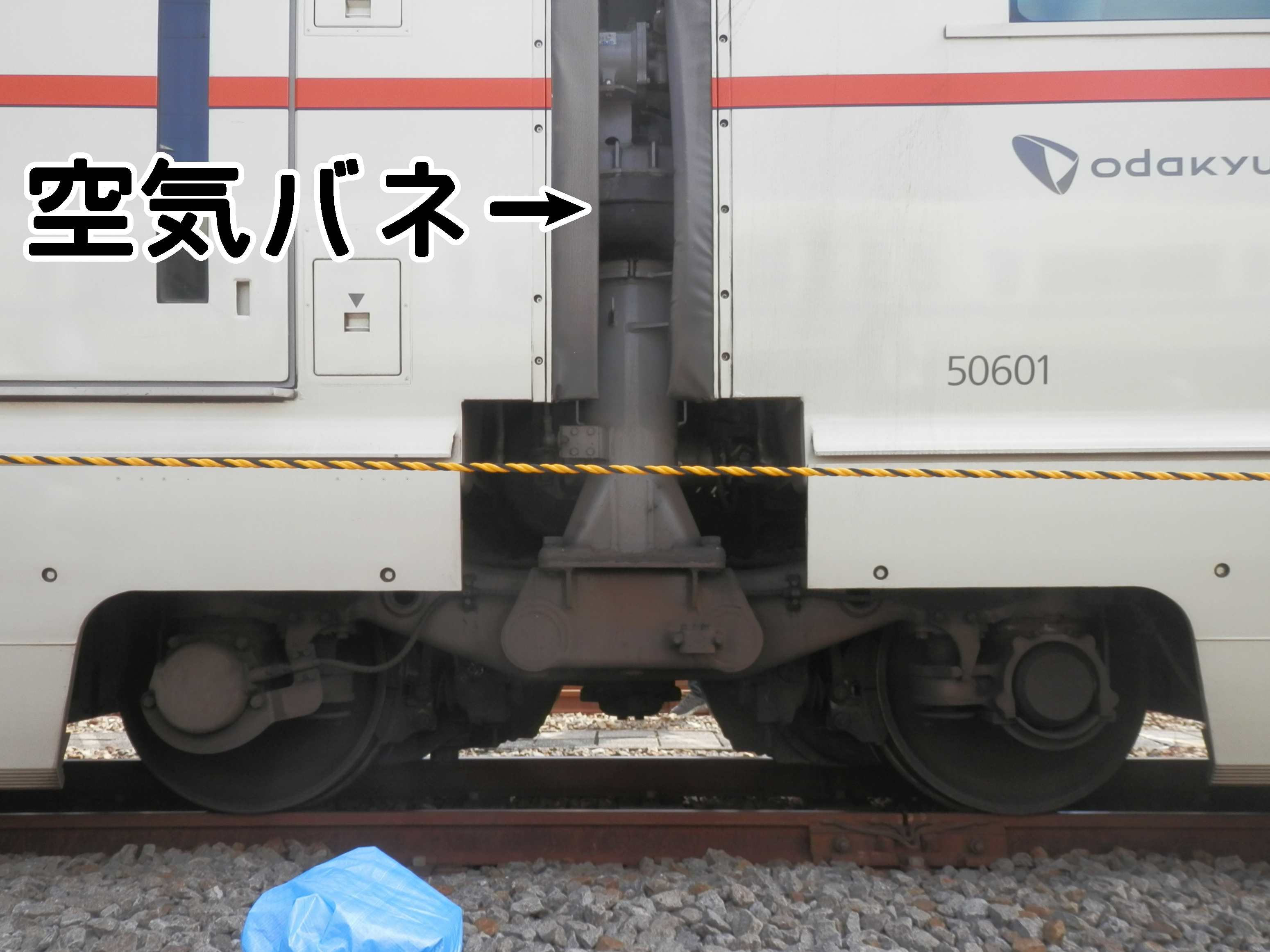
電動連接台車 ND-735。空気ばねの位置は「バーミリオン・ストリーム」の少し下で、通常の鉄道車両よりも約1 m高い。

車体支持の位置を車両の重心に近い位置とするため、VSE車では連接台車について空気ばねによる車体支持位置を通常より約1 m高い位置とした。この支持方式は、小田急では1961年にデユニ1000形の旧車体を活用して行なった「空気ばね式自然振り子車」の試験時にも使用されていた方式である。空気ばねのばね定数を確保した上で車両間に収めるため、台車直上の車体間距離はHiSE車が400 mmであったところをVSE車では800 mmに拡大している。
前述の通り、小田急では1967年に自己操舵台車の試験を行なったことがある。VSE車では曲線走行時の横圧とキシリ音の軽減を図った上で、走行安定性の向上を狙う目的で、台車操舵制御が採用された。これは、台車ごと操舵制御を行なう仕組みで、連接台車に車体傾斜制御用のアクチュエーターと台車操舵制御用のダンパを装備し、車体の変位に合わせて台車が自己操舵する構造となっている。LSE車を使用して2003年に行なわれた試験では輪軸操舵制御の試験も行なわれているが、顕著な効果が見られなかったことから採用を見送っている。
また、先頭車では台車の外側のオーバーハング部分にも客席が存在するため、乗り心地の向上のため先頭台車にフルアクティブ制振用ダンパを装備し、蛇行動の大幅な抑制を図った。

#### 車体傾斜制御
小田急では前述の通り数次にわたって車体傾斜制御の試験を行なっており、その有効性は確認できたものの、曲線進入検知や集電装置の変位、さらにフェイルセーフの問題があり、従来は実用化されていなかった。しかし、これらの問題がその後の電子技術の発展等に伴い解決されたことから、空気ばね式の車体傾斜制御がVSE車で採用されることになった。2003年にはLSE車を使用して、最大3度の車体傾斜制御と高位置空気ばね台車、集電装置（パンタグラフ）の変位について検証が行なわれ、その結果がVSE車の設計に反映された。小田急では「高位置空気ばねによる車体傾斜制御と連接台車の組み合わせは世界初」としている。
VSE車では全ての台車に車体傾斜制御用のアクチュエーターを装備し、連接台車は最大2度、先頭台車は最大1.8度の傾斜を行なう。この機構によって、曲線走行時の遠心力を示す左右定常加速度は、従来の車両では0.08 GだったものがVSE車では0.046 Gにまで減少した。
車体傾斜制御の地上位置検知は、車軸回転数から計算された走行距離を、軌道保守用に設置した地上設備より地上位置信号を受信してデータ・デポ装置によって補正するもので、地上設備はクヤ31「テクノインスペクター」で使用しているシステムを採用した。実際の車体傾斜については、曲線に進入した車両から順に傾斜制御されるが、1号車・2号車と9号車・10号車は同時に制御される。

#### 空調装置
冷房装置については、3号車と8号車以外は26.74 kW（23,000 kcal/hの冷凍能力）を有するセパレート式冷房装置のCU231形を採用した。室内機を出入台屋根上（1号車と10号車は車掌室上）に搭載し、室外機は各車両の床下に設置し、2,550 mmの天井高さを確保した。室内機には出力7.5 kWの電気ヒーターを2台内蔵しているほか、空調装置内に加湿装置も設けられ、加湿用の水タンクが床下に設置された。
編成両端の展望室には、5.23 kW（4,500 kcal/h）の冷凍能力を有するセパレート式冷房装置のCU232形を採用、室内機を展望席に、室外機は先頭床下に設置した。室内機には出力4.0 kWの電気ヒーターを1台内蔵している。
3号車と8号車では、セミ集中式冷房装置として5 kW（4,300 kcal/h）の冷凍能力を有するCU195G形を各車両3台搭載した。出力2.5 kWの電気ヒーターを2台内蔵している。
換気装置は全車両に設置し、TIOSにより乗車率に応じた制御が行なわれるようにした。また、3号車と8号車では喫煙コーナー専用の換気装置も設置した。

#### その他機器
展望室最前部と運転席の外側両脇には監視カメラを設け、運転室に設置した機器に表示させることで、運転視界の死角をカバーすることを図った。展望室最前部のカメラ映像は、3号車と8号車のタッチパネル式表示装置の画面にも送信される。なお、車内案内表示・タッチパネル式表示装置・カメラ映像は「TVOS」 ("Train Vision Odakyu System") により制御される。
集電装置（パンタグラフ）は、車体傾斜に対応して摺り板の長さをそれまでの500 mmから750 mmに拡大したPT7113-D形シングルアーム型パンタグラフを採用、3号車と8号車の屋根上に2基搭載した。補助電源装置は新変調方式により従来よりも高効率化が図られた、出力210 kVAのIGBT素子式の東芝製静止形インバータ (IGBT-SIV) を5号車と6号車に搭載した。電動空気圧縮機 (CP) については交流スクロール式のRC1500形を1号車・5号車・10号車に搭載した。
警笛については、通常の空気笛と2代目3000・4000形同様の電子笛のほか、SE車からRSE車まで設けられていた補助警報音の音色をリニューアルしたミュージックホーンが採用された。ミュージックホーンは3号車と8号車の屋根上に設置されたスピーカーからも流される

## 運用上の特徴

### サービス

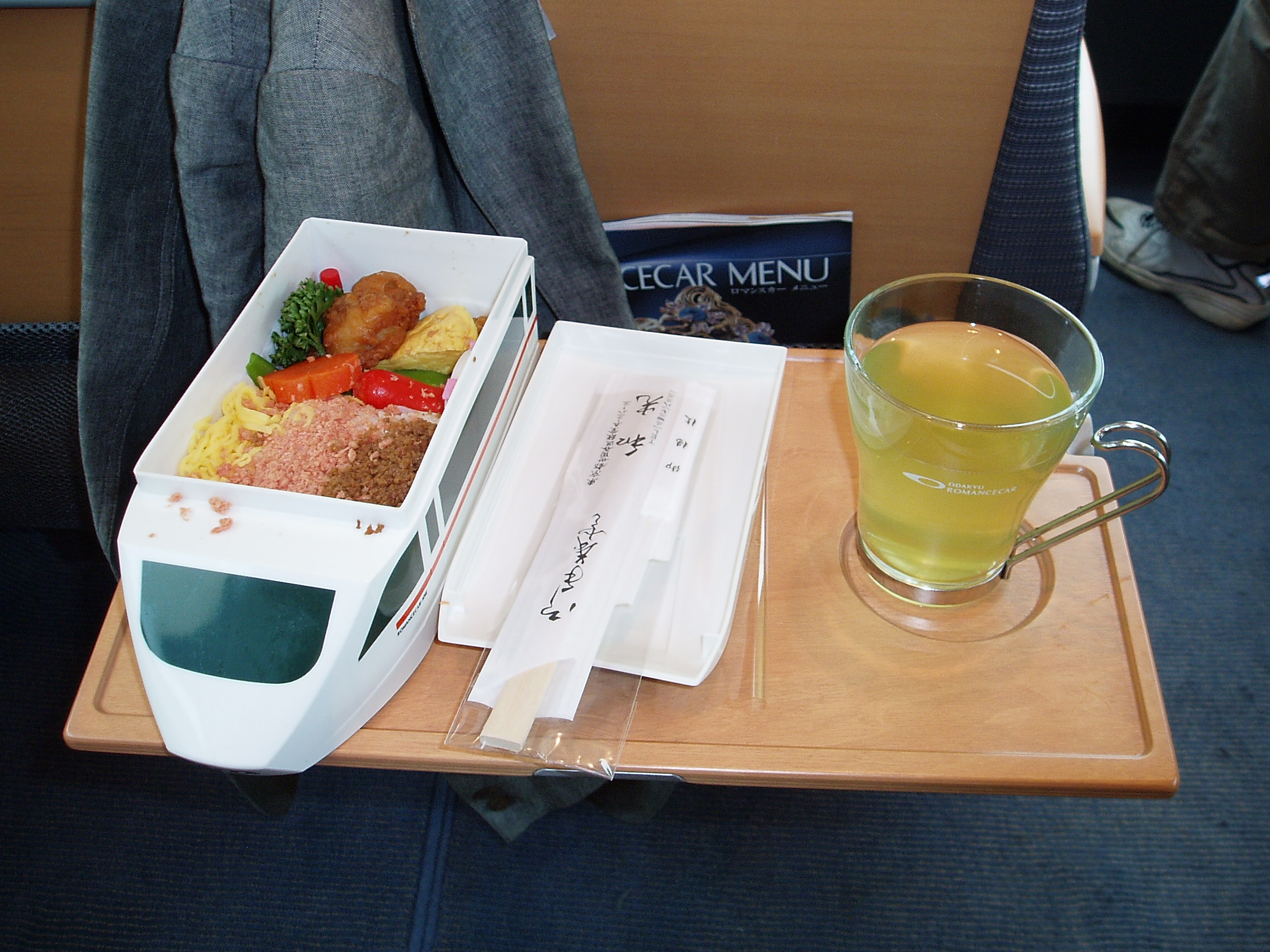
車内で注文した飲料（テーブル上右側）は専用のガラスカップで提供される。

通常の特急ロマンスカーではワゴンによる車内販売のみ行われるが、VSE車を使用する箱根特急では「ロマンスカーカフェ」と称し、かつて行われていた「走る喫茶室」と同様のシートサービスを実施した。飲料はVSE車専用のガラスカップによって提供されていた。
しかし、2016年3月26日のダイヤ改正による特急の運用変更で、VSE車に特化したサービスを提供することが難しくなったため、シートサービスは他形式と同じワゴンサービスに変更する形で廃止された。同時にカフェカウンターの営業も中止され、以降は車内販売の基地として使用された。

### 乗務員
VSE車専任の運転士と車掌は社内で実施される筆記試験と面接試験に合格した者が選抜され、外部講師によりホスピタリティマインド教育を受けた上でVSE車に乗務する。制服についてもVSE車専用のものが用意されており、狭い運転室の中でも動きやすくするためベストを採用したほか、乗務員の頭上空間を確保するために帽子の徽章を外すことで3 cmほどの余裕を確保した。
車内のシートサービスを担当する「ロマンスカーアテンダント」にもVSE車専用の制服が用意され、スカーフは季節に応じて5種類の色が用意された。

## 沿革
第1編成（50001×10）は2004年11月23日に小田急線に入線した。このときは車体全体が保護シールで覆われた状態で甲種輸送され、同年11月29日に大野工場で「お披露目式」が行われた。関係者以外にVSE車の外観が公開されたのはこれが初である。第1編成は同年12月24日から試運転を開始し、定期運用では入線しない江ノ島線や多摩線でも試運転が行われた。2005年2月6日には第2編成（50002×10）が入線した。
2005年3月19日より運用を開始し、平日5往復と土曜・休日6往復の固定運用に投入された。VSE車では「箱根観光特急」として明確な差別化を図るため、車両運用は「はこね」「スーパーはこね」の箱根特急に特化したものとし、原則として「さがみ」「えのしま」では使用されない。
2006年9月10日にはブルーリボン賞受賞記念式典が実施された。
2007年1月1日には「ニューイヤーエクスプレス」に充当され、営業運転では初めて江ノ島線にも入線した。2007年3月18日に特急ロマンスカーが車内全面禁煙となった事を受け、喫煙コーナーは使用停止となり、その後はパンフレットスペースとして使用されている。また、2008年3月には3号車に自動体外式除細動器 (AED) が設置された。
2010年1月中旬より、LSE車とHiSE車は部品の一部に不具合が見つかったことを理由として全面的に運用から離脱した。その最中の同年1月20日には本来LSE車・HiSE車で運行される「ホームウェイ75号」に使用され、営業運転では初の多摩線入線となった。同年9月には第2編成が日本車輌でD-ATS-Pの設置改造を行い、2011年1月には第1編成も同様の改造が行われた。

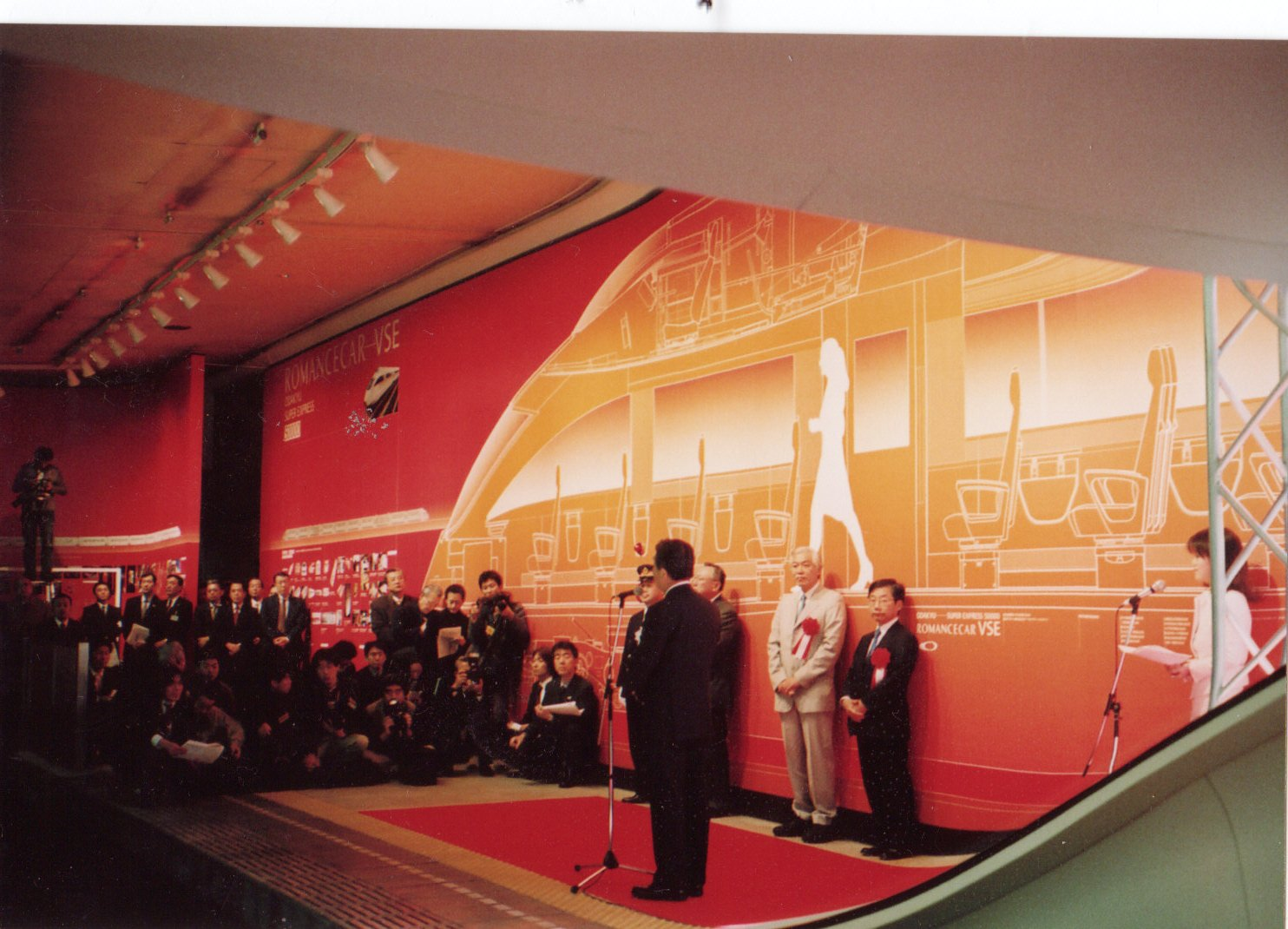
運用初日の出発式（2005年3月19日）
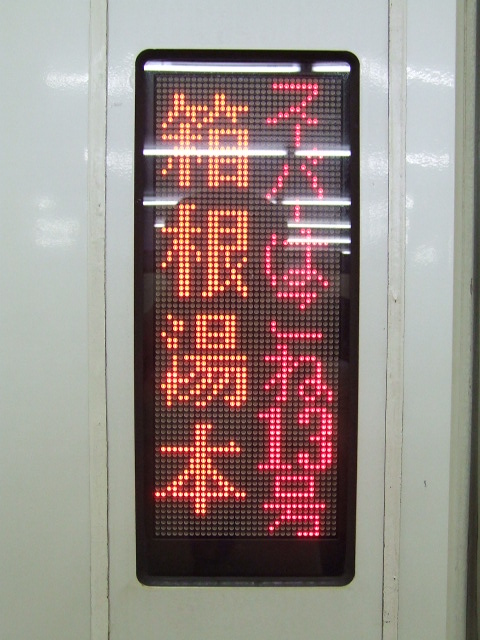
「スーパーはこね」運用時の種別表示
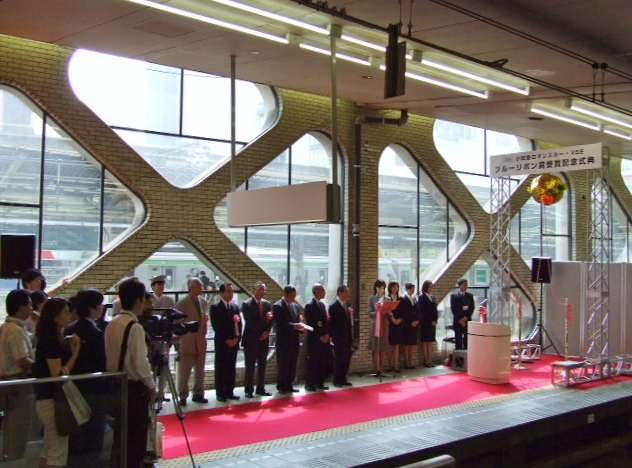
ブルーリボン賞受賞記念式典（2006年9月10日）

2016年3月26日のダイヤ改正で、平日の江ノ島線系統の通勤特急「ホームウェイ85号」で使用されるようになり、江ノ島線への定期運用が初めて設定された。

### 引退
2018年のGSE車の登場以降も、小田急電鉄ではVSE車を継続して使用するための補修・更新計画について検討していたが、その過程で以下のような問題点が浮上した。
- アルミニウム合金押出形材によるダブルスキン構造の車体は溶接などの熱を加えての補修や修正が不可能で、修理に高度な技術や経験を要する[129]。
- 連接構造や車体傾斜制御などに特殊な構造を多く採用しており、経年劣化に伴う主要機器の更新が難しく、性能を維持できない[130]。

このような事情を鑑み、当車両より先に製造されたEXE車とは異なり更新工事を行わずに早期引退となることが決定し、2022年3月11日をもって定期運行を終了した。以降はイベント列車での使用を経て、2023年9月24日に第2編成が運行を終了し、残る第1編成も同年12月10日をもって運行を終了した。引退後は2025年6月現在も喜多見車両基地で2編成とも留置されている。

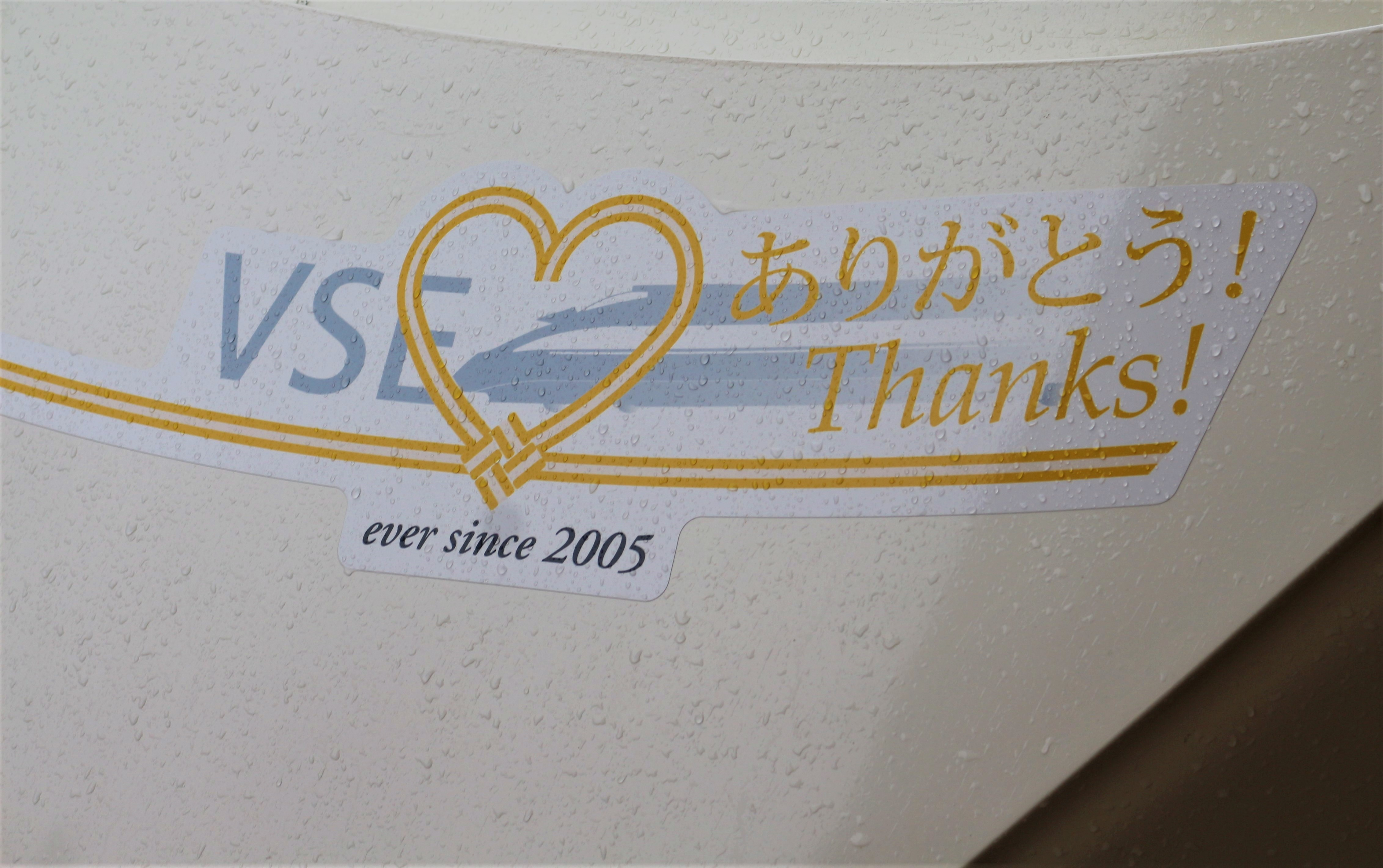
記念装飾（先端部）
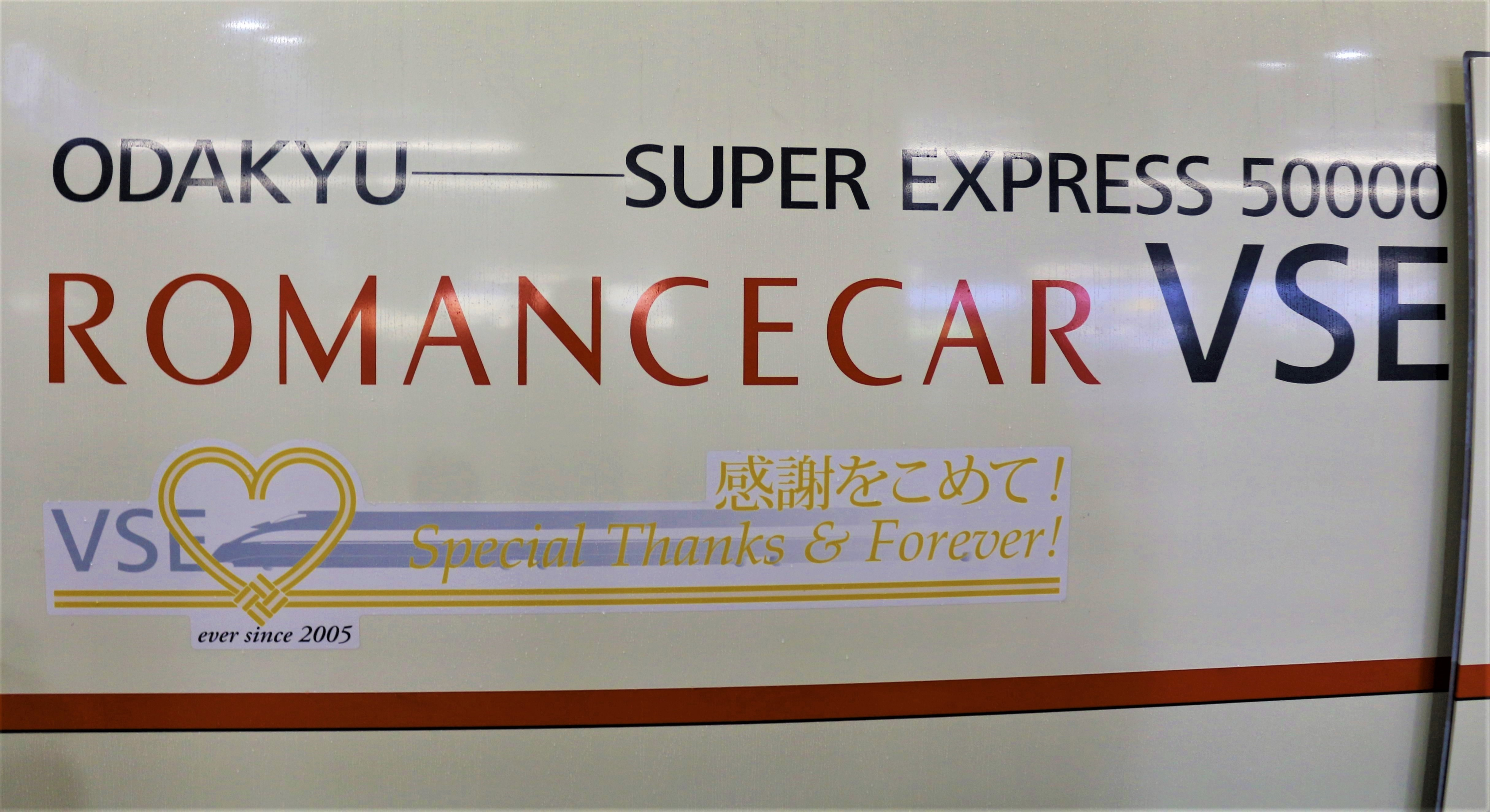
記念装飾（車体側面）
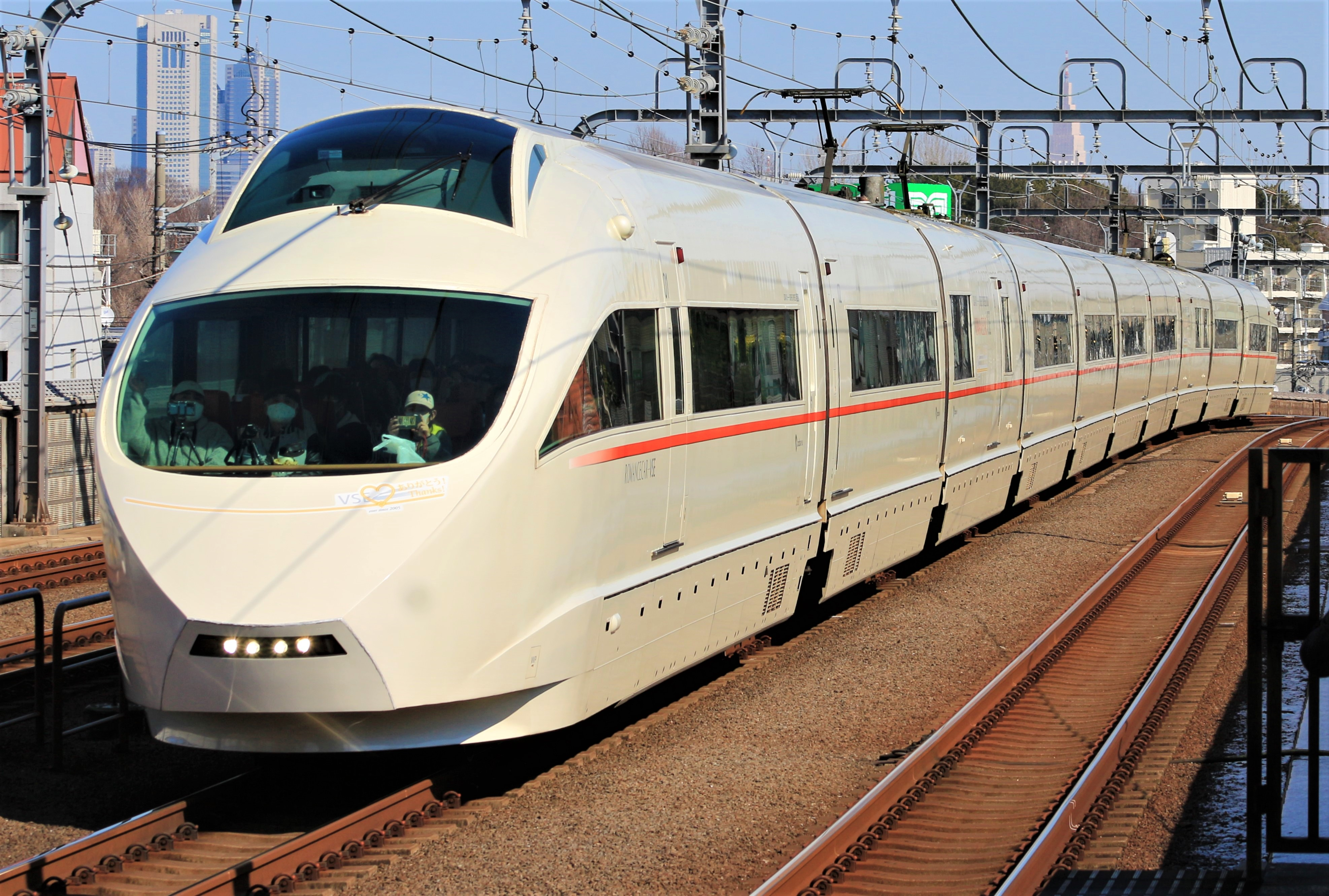
記念装飾を掲出し走行するVSE車

## 編成表
凡例Mc … 制御電動車、M … 電動車、CONT … 制御装置、SIV … 補助電源装置、CP … 電動空気圧縮機、＞ ＜ …集電装置
乗 … 乗務員室、展 … 展望席、個 … サルーン、喫 … カフェカウンター、煙 … 喫煙コーナー、WC … トイレ・化粧室
|          | ← 箱根湯本駅新宿駅 → |              |              |            |            |            |                |                |                |            |            |            |            |            |            |            |            |            |            |            |            |            |            |            |            |            |            |             |             |             |
| 号車     | 1                    | 1            | 1            | 2          | 2          | 2          | 3              | 3              | 3              | 4          | 4          | 4          | 5          | 5          | 5          | 6          | 6          | 6          | 7          | 7          | 7          | 8          | 8          | 8          | 9          | 9          | 9          | 10          | 10          | 10          |
| 形式     | デハ50000            | デハ50000    | デハ50000    | デハ50000  | デハ50000  | デハ50000  | デハ50000      | デハ50000      | デハ50000      | デハ50000  | デハ50000  | デハ50000  | デハ50000  | デハ50000  | デハ50000  | デハ50000  | デハ50000  | デハ50000  | デハ50000  | デハ50000  | デハ50000  | デハ50000  | デハ50000  | デハ50000  | デハ50000  | デハ50000  | デハ50000  | デハ50000   | デハ50000   | デハ50000   |
| 区分     | 50900 (M10c)         | 50900 (M10c) | 50900 (M10c) | 50800 (M9) | 50800 (M9) | 50800 (M9) | 50700 (M8)     | 50700 (M8)     | 50700 (M8)     | 50600 (M7) | 50600 (M7) | 50600 (M7) | 50500 (M6) | 50500 (M6) | 50500 (M6) | 50400 (M5) | 50400 (M5) | 50400 (M5) | 50300 (M4) | 50300 (M4) | 50300 (M4) | 50200 (M3) | 50200 (M3) | 50200 (M3) | 50100 (M2) | 50100 (M2) | 50100 (M2) | 50000 (M1c) | 50000 (M1c) | 50000 (M1c) |
| 車両番号 | 50901                | 50901        | 50901        | 50801      | 50801      | 50801      | 50701          | 50701          | 50701          | 50601      | 50601      | 50601      | 50501      | 50501      | 50501      | 50401      | 50401      | 50401      | 50301      | 50301      | 50301      | 50201      | 50201      | 50201      | 50101      | 50101      | 50101      | 50001       | 50001       | 50001       |
| 車両番号 | 50902                | 50902        | 50902        | 50802      | 50802      | 50802      | 50702          | 50702          | 50702          | 50602      | 50602      | 50602      | 50502      | 50502      | 50502      | 50402      | 50402      | 50402      | 50302      | 50302      | 50302      | 50202      | 50202      | 50202      | 50102      | 50102      | 50102      | 50002       | 50002       | 50002       |
| 搭載機器 | CP                   | CP           | CP           | CONT       | CONT       | CONT       | 00＞ ＜00      | 00＞ ＜00      | 00＞ ＜00      | CONT       | CONT       | CONT       | SIV, CP    | SIV, CP    | SIV, CP    | SIV        | SIV        | SIV        | CONT       | CONT       | CONT       | 00＞ ＜00  | 00＞ ＜00  | 00＞ ＜00  | CONT       | CONT       | CONT       | CP          | CP          | CP          |
| 台車形式 | ND-736T              |              | ND-735       | ND-735     |            | ND-735     | ND-735         |                | ND-735         | ND-735     |            | ND-735     | ND-735     |            | ND-735T    | ND-735T    |            | ND-735     | ND-735     |            | ND-735     | ND-735     |            | ND-735     | ND-735     |            | ND-735     | ND-735      |             | ND-736T     |
| 自重     | 29.7 t               | 29.7 t       | 29.7 t       | 24.7 t     | 24.7 t     | 24.7 t     | 25.7 t         | 25.7 t         | 25.7 t         | 25.7 t     | 25.7 t     | 25.7 t     | 24.5 t     | 24.5 t     | 24.5 t     | 24.3 t     | 24.3 t     | 24.3 t     | 25.5 t     | 25.5 t     | 25.5 t     | 25.6 t     | 25.6 t     | 25.6 t     | 24.6 t     | 24.6 t     | 24.6 t     | 29.9 t      | 29.9 t      | 29.9 t      |
| 車内設備 | 乗、展               | 乗、展       | 乗、展       |            |            |            | 個、喫、煙、WC | 個、喫、煙、WC | 個、喫、煙、WC |            |            |            |            |            |            |            |            |            |            |            |            | 喫、煙、WC | 喫、煙、WC | 喫、煙、WC |            |            |            | 乗、展      | 乗、展      | 乗、展      |
| 定員     | 48                   | 48           | 48           | 40         | 40         | 40         | 12             | 12             | 12             | 40         | 40         | 40         | 40         | 40         | 40         | 40         | 40         | 40         | 40         | 40         | 40         | 10         | 10         | 10         | 40         | 40         | 40         | 48          | 48          | 48          |